# Groupe El Alami
Pour les articles homonymes, voir Alami.
Le Groupe El Alami est un grand groupe familial marocain fondé par Abdelaziz El Alami. 
Aujourd'hui, le groupe est dirigé par Abdelhouahed El Alami (avocat de profession), ainsi que par Mohamed El Alami. Aujourd'hui, le groupe est tourné principalement sur l'industrie du bâtiment. 
Le groupe quitte progressivement ses activités industrielles (cession de Jacob Delafon) pour se lancer dans des projets immobiliers et hôteliers.

## Création
C'est en 1950, que Abdelaziz El Alami  a posé les bases du groupe. Depuis, la holding s'est placée en tête dans tous les marchés où elle est présente. En 2001, il a reçu le 2e prix du trophée national de la qualité.

## Domaines d'activités
- Aluminium du Maroc
- Projet Lotinord
- Projet Roseraie de l'Atlas
- Industube
- Société Nationale de Robinetterie
- Structal
- Afric Industries - papiers abrasifs & menuiseries en aluminium
- Carrière Blanche

## Immobilier
- Le 15 septembre 2008, le groupe a signé avec le groupe indien Oberoi Hotels & Resorts un contrat de partenariat pour le développement et la gestion d'un complexe touristique haut de gamme à Marrakech.

## Site Internet
- aluminium du maroc